# يوجين ر. برادي
يوجين ر. برادي (بالإنجليزية: Eugene R. Brady)‏ هو ضابط أمريكي، ولد في 27 مارس 1928 في يورك في الولايات المتحدة، وتوفي في 9 يونيو 2011.